# Józef Bécavin
Józef Bécavin, (fra) Joseph Bécavin (ur. 6 lutego 1767 w Carquefou, zm. 2 września 1792 w Paryżu) – błogosławiony Kościoła katolickiego, męczennik, ofiara antykatolickich prześladowań okresu rewolucji francuskiej.
Był duchownym diecezji paryskiej. Święcenia kapłańskie przyjął 15 kwietnia 1792 roku. W okresie gdy w rewolucyjnej Francji nasiliło się prześladowanie katolików, został aresztowany i przewieziony do klasztoru karmelitów gdzie 2 września 1792 roku został zamordowany. Był jedną z osób odmawiających złożenia przysięgi na cywilną konstytucję kleru, którzy uszli z rozpoczętej wcześniej masakry w ogrodzie, oddanych przez komisarza Violette`a w ręce zgromadzonego tłumu i zasieczonych szablami oraz zakutych bagnetami.. Ofiary mordu zostały pochowane w zbiorowych mogiłach na terenie cmentarza Vaugirard, część z nich wrzucono do studni klasztornej, a po ekshumacji w 1867 roku ich relikwie spoczęły w krypcie kościoła karmelitów. Był jedną z ofiar tak zwanych masakr wrześniowych, w których zginęło 300 duchownych, ofiar nienawiści do wiary (łac) odium fidei.
Dzienna rocznica śmierci jest dniem kiedy wspominany jest w Kościele katolickim.
Józef Bécavin znalazł się w grupie 191 męczenników z Paryża beatyfikowanych przez papieża Piusa XI 17 października 1926.